# 脇坂安董
脇坂 安董（わきさか やすただ） は、江戸時代中期から後期にかけての大名・寺社奉行・老中。播磨国龍野藩8代藩主。官位は従四位下中務大輔、侍従。龍野藩脇坂家10代。

## 生涯
明和5年（1768年）、7代藩主・脇坂安親の次男として誕生。兄・安教が早世したため嫡子となる。天明4年（1784年）、父の隠居により家督を相続した。
寺社奉行を都合2度、さらには老中を務めた。脇坂氏は元外様大名であり、願い譜代に直してもらった家柄ではあったが、外様の家系は幕府の重要な役職には就けないのが慣例であった。しかし安董は弁舌が爽やかで、押し出しも良く男ぶりも良かったといわれ、これが11代将軍・徳川家斉の目にとまり、異例のことながら寛政3年（1791年）に寺社奉行に登用された。
この間、安董は谷中延命院一件、三業惑乱の両事件を裁いている。

### 谷中延命院一件
「谷中延命院一件」は、大奥女中を巻き込んだ女犯スキャンダル事件である。当時の延命院住持は日潤といい、歌舞伎役者初代尾上菊五郎の隠し子だと言われるが、異説もある。この日潤が多数の大奥女中と密通しているという噂が飛び、享和3年（1803年）、安董は女密偵を使って慎重に内偵を進め、5月26日みずから延命院に踏み込んで日潤ら破戒坊主を検挙、日潤は7月29日に死刑に処された。安董はこれで一気に名を馳せた。 

### 三業惑乱
「三業惑乱」は、西本願寺の教義をめぐる争論である。幕府当局は各教団の宗旨や教義をめぐる争論には介入を控えるのが通例だったが、本件では一部の信者が本山に集団で詰めかけようとして穏当ならざる騒ぎとなったため、これが寺社奉行に持ち込まれた。 安董は真宗大谷派の香月院深励の影響を受けて仏教教義に通暁していたこともあり、かなり踏み込んだ調べを行っている。双方より聴聞を行い、文化3年（1806年）7月11日に判決を下し、西本願寺に対して宗門不取締の咎ありとしたが、宗教の教義をめぐる争論であることも考慮して、100日間閉門という軽い処分で済ませた。安董のこの判決は名裁きであると、老中首座松平信明からも賞されている。
このような辣腕をみせた安董も灯台下暗しで、自身の妾のことで讒言にあって失脚、寺社奉行を辞任した。

### 再登用
その後、安董は自領である龍野藩政に専念していた。文化8年（1811年）の朝鮮通信使の幕府の副使に選ばれ、舟30余艘を借り上げ、対馬での対応を行った。『易地聘使録』として記録を残している。
失脚から16年後、将軍家斉直々のお声がかりで再び寺社奉行に起用された。この再起用は当時、幕府内外の事情通も首を捻るほど異例のことであった。一説では、延命院一件以降も止むことのない大奥女中の醜聞に家斉が業を煮やし、安董再起用によりこれにメスを入れるためだったともされる。実際、変わらず醜聞まみれであった寺社関係者は安董再登場に震え上り、江戸の市中では「また出たと 坊主びっくり 貂の皮」（「貂の皮」の謂については脇坂安治の項参照のこと）という落首が出回った。安董はしかしなぜか寺社の風儀紊乱には手をつけないまま、沈黙を守っていた。
文政年間より但馬出石の仙石家では、当主の家督相続問題や藩政の運営をめぐって仙石左京と仙石造酒の両家老がそれぞれ派閥を成した上で対立していた。天保6年（1835年）になると、造酒派の藩士神谷転（かみや うたた）は脱藩して虚無僧に身を替えて江戸に潜伏し、左京の非道を幕府に訴願する機会を窺っていたが、左京はいち早く手を回し老中首座の松平康任に訴え、松平康任は南町奉行筒井政憲に神谷を捕縛させた。
しかし虚無僧の管轄は寺社奉行方であった。神谷が虚無僧に身を替えていたのは信仰を理由としたものか、それとも別の思惑からなのかは外見からは判然としない。事件は寺社奉行、町奉行、公事方勘定奉行で構成される評定所に管轄が移った。将軍家斉より直々に、この一件は安董が専管すべしという指図を受け、調査を開始した。本件は寺社奉行吟味物調役の川路弥吉（後の川路聖謨）の綿密な調査もあり、出石藩は3万石の減封、左京は獄門、老中の松平康任は失脚とされた（仙石騒動）。

### 老中登用、譜代大名、突然の死
この一件で安董はさらに重用されることとなった。翌年の天保7年（1836年）2月、西の丸老中格となり将軍世子家祥付きに抜擢された。同年9月に脇坂家は願譜代から正式な譜代となり、さらに翌年の天保8年（1837年）7月、本丸老中に昇格した。
天保12年（1841年）、老中在職中に死去した。享年74。死去が唐突だったため、毒殺説も飛び交った。家督は長男・安宅が継いだ。

## 年譜
日付はすべて旧暦日、括弧内は当該の和暦年を西暦年に単純換算したもの。
- 明和5年（1768年）- 6月5日 誕生
- 天明4年（1784年）- 4月13日 家督相続、藩主
- 天明5年（1785年）- 12月18日 従五位下、淡路守を名乗る
- 寛政2年（1790年）- 3月24日 奏者番
- 寛政3年（1791年）- 8月28日 兼寺社奉行
- 文化元年（1804年）- 10月6日 従四位下、名乗りを中務大輔に改む
- 文化10年（1813年）- 閏10月12日 免奏者番、11月12日 辞寺社奉行
- 文政12年（1829年）- 10月24日 還任寺社奉行・奏者番
- 天保7年（1836年）- 2月16日 西丸老中格、名乗りを侍従に改む
- 天保8年（1837年）- 7月9日 老中
- 天保12年（1841年）- 閏1月23日 卒去

## 系譜
- 父：脇坂安親（1739-1810）
- 母：上田義当娘
- 正室：衛 - 松平定休娘
  - 次男：脇坂安坦（1813-1839）
- 側室：津守厚養娘
  - 女子：寿子 - 妙倫院、島津重豪養女、内藤政優正室
- 生母不明の子女
  - 長男：脇坂安宅（1809-1874）
  - 女子：雅子 - 秋月種任継室
  - 女子：多子 - 秋月種任養女、秋月種博正室